# Josefa Abellá
Josefa Abellá (n. en Buenos Aires, 1948) es una artista, fotógrafa y escritora de Argentina. Su obra ha sido presentada en diversos eventos y espacios en Argentina, e incluida en colecciones de antologías. Ganó el premio "Nuevo Sudaca Border a la narrativa muy breve" de Eloísa Cartonera.

## Obras

### Poesías
- Los seis peldaños de la consumación (1982-1994).
- Tiempos de espera (1997).
- Cuarto menguante (2004).
- Prohibido cruzar por el borde de los sueños (2009), editado por La Luna Que.
- Eróticas (2010). ISBN 978-987-21662-4-3

### Cuentos
- Andante (1985). Buenos Aires: Ediciones del Candil y la Orquídea. ISBN 978-950-43-0677-1
- Cuentos Cautivos (2011).
- Yasy Porá (2017).